# Fragment d'une Crucifixion
 (février 2019).
Fragment d'une Crucifixion est une peinture inachevée, peinte par l'artiste portraitiste irlandais Francis Bacon en 1950. 

## Description
Cette peinture représente deux animaux menant un combat : la figure du haut, probablement un chat ou un chien, est représentée se penchant sur ce qui semble être une chimère, sur le point de l'attaquer. L'animal s'arrête sur la ligne horizontale de la structure en forme de T, qui peut représenter la croix du Christ. 
Le tableau est typique du travail de Bacon. Il provient de nombreuses références et sources, notamment la gueule hurlante de l'infirmière dans le film Le Cuirassé Potemkine de Sergueï Eisenstein datant de 1925 et l'iconographie de la crucifixion de Jésus et de la descendance de la croix.
Le désespoir perçu dans la figure de la chimère constitue la pièce maîtresse de l'œuvre. Son agonie peut être comparée aux travaux ultérieurs de Bacon qui se concentrent sur le motif de la bouche ouverte.
Bien que le titre ait des connotations religieuses, la vision personnelle de Bacon était sombre ; athée, il ne croyait ni à l'intervention divine ni à la vie après la mort. 
En tant que telle, l'œuvre semble représenter une vision nihiliste et sans espoir de la condition humaine.
Il a ensuite abandonné son travail, le considérant trop littéral et explicite. Il abandonna le thème de la crucifixion pour les 12 années suivantes et n'y revint qu'au cours du triptyque Trois études pour une crucifixion, plus vague, mais tout aussi sombre.
Le tableau est conservé au Stedelijk Van Abbe museum à Eindhoven, aux Pays-Bas.

## Analyse
La créature du dessus représente sûrement un chien ou un chat. Le sang coule de sa bouche sur la tête et le corps de sa proie, une chimère ressemblant à une chouette avec des caractéristiques faciales humaines. La proie semble lutter sans succès pour fuir la créature. L'aspect humain de la proie est le plus notable dans les détails de sa bouche et de ses organes génitaux. Les deux créatures sont placées au centre au premier plan de la toile et sont mutilées et recouvertes de sang. Leur gêne physique contraste avec le fond plat et neutre typique des peintures de Bacon. Les figures présentent de nombreux éléments trouvés dans ses premières œuvres, notamment les traits larges et expressifs opposés à la tension du fond plat et indescriptible. Le lien avec la crucifixion biblique se fait à travers les bras levés de la créature inférieure et la croix chrétienne. 
La toile ne contient presque pas de couleur. La croix chrétienne est bleu foncé ; les deux personnages sont peints dans un mélange de nuances de blanc et de noir, les tons de blanc dominant. Plus de la moitié de l'œuvre est non peinte, essentiellement de la toile nue. Selon le théologien et conservateur Friedhelm Mennekes, l'attention du spectateur est donc uniquement focalisée « sur le personnage en agonie sur la croix, ou plus précisément: sur la bouche, béante et déformée dans son cri ». Le corps de la chimère est recouvert d’une peinture légère, et de là jaillissent d’étroits ruisseaux de peinture rouge, indiquant les gouttes et les éclaboussures de sang. Bacon utilise le repentir pour souligner le désespoir de la mort de l'animal.
La peinture contient les mêmes traits angulaires blancs que les demi-motifs de ses toiles de 1949 Head II, Head VI et Study for Portrait. Dans ce tableau, les traits sont positionnés juste en dessous de la zone d'intersection des barres horizontales et verticales. Le rail commence par une diagonale qui coupe la chimère à ce qui semble être son épaule. La forme géométrique angulaire horizontale est esquissée en blanc et gris au milieu du tableau et représente une forme primitive que Bacon devait développer et perfectionner dans les années 1950.